# Паліїв Василь Іванович
Василь Іванович Паліїв (6 жовтня 1890, с. Кутище Бродівський повіт, Королівство Галичини та Володимирії — 23 квітня 1975, м. Польковиці, Польща) — український громадський та військовий діяч, поручник УГА.

## Життєпис
Народився 6 жовтня 1890 в селі Кутище Бродівського повіту у сім'ї священника Івана Палія та письменниці Ісидори Навроцької. 
Закінчив у 1910 році Українську державну гімназію в Перемишлі. Згодом навчався на правничому факультеті Львівського університету. 
З 1914 мобілізований до армії Австро-Угорщини, служив у 24-му піхотному полку. У 1917-му отримав поранення та потрапив до італійського полону. 
Влітку 1919 прибув до Відня, а звідти через Румунію повернувся в Україну. В Кам’янці-Подільському приєднався до УГА, командував кулеметною сотнею у званні поручника. 
Від 1920 працював у Підкарпатському банку в Ужгороді. У 1925 році переїхав до Львова, був директором книгарні НТШ. 
З приходом до Галичини більшовиків у вересні 1939 виїхав в окуповану німецькою армією Польщу, працював у місті Криниця на посаді книговода у Повітовому союзі кооперативів. З 1945 року головний книговод державного хліборобського господарства у селі Шкляри Долішні. 
У 1959 році вийшов на пенсію та поселився у Польковицях, де й помер 23 квітня 1975 року.

## Родина
- Брат — Дмитро Паліїв.
- Брат — Омелян Паліїв.
- Сестра — Кекилія Паліїв